# 中野淳 (画家)
中野 淳（なかの じゅん、1925年8月22日 - 2017年3月23日）は、日本の画家。専門は油彩画。新作家美術協会代表、武蔵野美術大学名誉教授。
東京都生まれ。川端画学校洋画部で学ぶ。岡鹿之助、松本竣介、川端修に師事。
1957年、プーシキン美術館賞。1994年、小山敬三美術賞を受賞。
日本美術会事務局長、武蔵野美術大学で非常勤講師、教授、主任教授を歴任。東京富士美術館に作品収蔵。

## 経歴
- 1957年、モスクワ国際美術展覧会[3]に出品し、プーシキン美術館賞受賞。同年11月、エッセイ「クレムリンの赤い月」を『美術手帖』 （通号 133）[4]に掲載。
- 1959年2月、日本美術会事務局長となる。同年10月、同会の事務所があった舞台芸術学院が全焼したため。同会事務局を自宅に移転[5]。
- 1960年2月、日本美術会事務局長を退任。1961年5月まで、同会事務局長ポストは空席となる[5]。
- 1964年8月3日、大野五郎、寺田政明、中島保彦、森芳雄、吉井忠、麻生三郎ら38名で自由美術家協会退会を決意。主体美術協会の創立に参加。
- 1966年、『画集』 (三彩社）刊行。
- 1967年2月、『アトリエ』「特集・風景画の実技」に「河と建物のある風景」を発表。
- 1968年3月、『アトリエ』に「スケッチのいろいろな描き方」を発表。
- 1969年2月、『アトリエ』に「油絵・初歩から作品発表まで」を発表。
- 1974年1月、『風景を描く（新技法シリーズ 17）』（美術出版社）刊行。
- 1976年、武蔵野美術大学油絵学科の非常勤講師となる[2]。
- 1979年、同大学油絵学科教授[2]。
- 1984年、同大学油絵学科主任教授[2]。
- 1986年7月12日～8月31日、東京富士美術館で、「中野淳展　憂愁と旅情—ロマン漂う懐かしき風景の詩」。同年、『中野淳画集』（アートよみうり）刊行。
- 1987年、「油彩画の私的軌跡」を『武蔵野美術大学研究紀要』（通号 18、武蔵野美術大学研究紀要編集委員会編）[6]に発表。
- 1988年、武蔵野美術大学在外研修員として渡欧[2]。
- 1993年11月、主体美術協会会員を辞任。元会員の赤塚徹、根岸正、金野宏治、上野實、戸津勇作、羽原智達、東紀久夫、河瀬うた代、本田久一郎とともに新作家美術協会を結成[7]。
- 1994年、第9回小山敬三美術賞を受賞。日本橋・髙島屋で、「受賞記念中野淳展」開催。小山敬三美術振興財団から目録刊行。
- 1995年1月、『MADO美術の窓』1995年1月号（生活の友社刊）に「松本竣介と私」を掲載。同年9月28日〜10月30日、武蔵野美術大学で中野淳展開催。
- 1999年8月、『青い絵具の匂い—松本竣介と私』（中公文庫）を刊行。
- 2008年9月27日、テレビ東京の美術番組「美の巨人たち」の松本竣介特集に出演。